# 歴史ドキュメント01
『歴史ドキュメント01』（れきしドキュメント ゼロワン）は、2007年に初回が放送されたNHKの歴史ドキュメンタリー作品である。

## 概要
番組は『その時歴史が動いた』特別企画という位置づけで同年8月29日に第1回が放送される予定だったが、特別編成の都合で10月3日に延期された。人類史の中で埋もれている様々な物事の原点である「出会い」をキーワードに、その人の出会いから歴史の原点ともいえる「01」誕生までの工程を綴る。

## 放送リスト
1. グルメ誕生 -北大路魯山人と器- （2007年10月3日〈8月29日に予定していたが、特別番組のため中止・延期となった〉）
  - ナビゲーター：竹中直人
  - 語り手：高橋美鈴（アナウンサー）
2. 徳川家康 「江戸」建設に挑む（2008年4月30日）
  - ナビゲーター：高嶋政伸
  - 語り手：高橋美鈴